# Żyły tarczowe najniższe
Żyły tarczowe najniższe (łac. venae thyroideae imae – w anatomii człowieka żyły gruczołu tarczowego, powstające ze splotu tarczowego nieparzystego. Tworzą zespolenia z żyłami tarczowymi górnymi, dochodzą do nich także gałązki żylne z przełyku i tchawicy. Przechodzą do śródpiersia, gdzie łączą się zazwyczaj w dwa lub trzy pnie żylne, wpadające do żył ramienno-głowowych, zwykle do lewej. Zwykle nie mają zastawek.